# Faiditus jamaicensis
Faiditus jamaicensis är en spindelart som först beskrevs av Harriet Exline och Levi 1962.  Faiditus jamaicensis ingår i släktet Faiditus och familjen klotspindlar.
Artens utbredningsområde är Jamaica. Inga underarter finns listade i Catalogue of Life.